# Солянов, Александр Андрианович
Алекса́ндр Андриа́нович Соля́нов (29 ноября [12 декабря] 1914 — 18 октября 2011) — советский и российский учёный, ботаник, кандидат биологических наук, доцент, исследователь растительности Поволжья.

## Биография
Родился в крестьянской семье в селе Никольское Кузнецкого уезда Саратовской губернии (ныне Кузнецкий район Пензенской области). В 1926 году окончил школу с четырёхклассным образованием. Пятый класс окончил в школе крестьянской молодёжи в Сибири, куда переехали родители. В 1928 году они вернулись на родину. В 1933 году Солянов окончил Кузнецкую профессиональную техническую школу (ремесленное училище), после чего устроился слесарем на Кузнецкий машиностроительный завод «Возрождение». Одновременно стремился улучшить своё образование: в 1936 году окончил Кузнецкий ветеринарный техникум и сразу же поступил в университет. В 1941 году с отличием закончил биологический факультет Саратовского государственного университета.
Короткое время работал учителем биологии и химии в Семёновской средней школе Фёдоровского района Саратовской области. В конце 1941 года был призван в ряды Красной Армии, служил на Дальнем Востоке, окончил школу миномётчиков, став наводчиком. Принимал участие в боях с Японией в 1945 году. После демобилизации поступил в аспирантуру Саратовского НИИ зернового хозяйства Юго-Востока России. Успешно сдавал экзамены, отчёты, проводил исследования в рамках заданной темы. Однако, предложенная Солянову тема «Период покоя плодов и семян
сорных растений» казалась ему слишком ограниченной по содержанию и не совершенной по предложенной методике экспериментов. Он предложил вариант её изменения, но в 1949 году срок пребывания в аспирантуре закончился, защита не состоялась.
С 1949 по 2009 год трудился в Пензенском государственном педагогическом институте ассистентом, старшим преподавателем, доцентом кафедры ботаники естественно-географического факультета, а с 1972 по 1983 год возглавлял кафедру. Двадцать лет заведовал гербарием имени И. И. Спрыгина.
В 1967 году он защитил в Саратовском государственном университете кандидатскую диссертацию по теме: «Растительный покров и геоботаническое районирование Пензенской области».
Параллельно с работой на кафедре ботаники в рамках сотрудничества с Пензенским институтом усовершенствования учителей читал лекции о новинках в области биологического научного знания и экскурсии в природу.

## Научная деятельность
Объектом научных исследований Александра Андриановича являлась флора и растительность Пензенской области, а также Поволжья. Он провёл огромный объём изысканий по всей территории Пензенской области: почвенных, ботанико-географических, флористических и прочих. В ходе многочисленных полевых работ он обнаружил и описал многие виды растений, ранее неизвестные для Пензенской области. Были описаны важнейшие растительные группировки, сводка флористического состава, выделение геоботанических районов, а также составлена карта растительности области в пятикилометровом масштабе. Был собран большой гербарный материал.
Созданная Александром Андриановичем карта растительности в мелком масштабе публиковалась в учебной физической карте Пензенской области (1966, 1972). А в крупном использовалась в разработке «Карты растительности Европейской части СССР» на шести листах (1974), что отмечалось в «Ботаническом журнале».
В 1950 году на территории Ботанического сада имени И. Спрыгина А. Солянов создал коллекционно-систематический участок, где выращивается около 600 видов растений различного географического происхождения.
В рамках летней месячной дальней учебной практики студентов совершил несколько экспедиций в Грузию, Азербайджан, Армению, Казахстан, Заполярье, Восточную Сибирь, на Камчатку. В ходе всех поездок Солянов неутомимо пополнял гербарную коллекцию.
Им были опубликованы 65 научных работ, в том числе две большие работы: «Растительность» (в книге «Природа Пензенской области». Пенза, 1970) и монография «Флора Пензенской области» (Пенза, 2001). Была составлена карта растительности Пензенской области (1966). Принимал участие в издании Пензенской энциклопедии, где были опубликованы 22 статьи Солянова о пензенских ботаниках и о растительности Пензенской области.

## Гербарий
Когда гербарий имени Спрыгина (акроним «PKM») попал в ведение Александра Солянова, в нём имелось около 200 000 листов, в большинстве своём листы были не обработанными и неопределёнными. Солянов в значительной степени проделал эту работу, приведя гербарий в пригодный для научной работы вид. Также он разработал оригинальную систему инсерации — размещения гербарных листов в помещении гербария с учётом современной таксономии.

## Природоохранная деятельность
Александр Солянов активно участвовал в работе комиссии по созданию заповедника «Приволжская лесостепь», много сделав для его создания. Провёл работу по выявлению на территории области ценных для науки урочищ. Шесть таких участков в 1964 году признали «памятниками природы областного значения». Вёл переписку со специалистами по организации заповедников государственного значения. Несколько лет преодолевал сопротивление чиновников областного управления лесного хозяйства. Становился объектом критики в местной прессе, но в результате в 1989 году вышло постановление Правительства об организации Пензенского заповедника «Приволжская лесостепь». Название заповедника — тоже авторства Александра Андриановича.

## Общественная деятельность
Был членом Русского географического общества (с 1958 года), членом Русского ботанического общества (с 1959 года), членом Всероссийского общества охраны природы (с 1958 года), членом общества «Знание» (с 1958 года), членом Пензенского отделения Российского философского общества (с 2005 года).
Участвовал в работе XII международного ботанического конгресса (1975 год) и других научных конференциях с сообщением «Географическая индексация местонахождения изучения флоры и растительности в регионе».

## Награды
- Орден Отечественной войны II степени
- Медаль «За победу над Японией»

А. Солянову было присвоено звание «Отличник народного просвещения РСФСР и СССР». Неоднократно награждался почётными грамотами и дипломами Министерства просвещения РСФСР и Всероссийского общества охраны природы.